# Aglaophenia parvula
Aglaophenia parvula is een hydroïdpoliep uit de familie Aglaopheniidae. De poliep komt uit het geslacht Aglaophenia. Aglaophenia parvula werd in 1882 voor het eerst wetenschappelijk beschreven door Bale. 